# Chobe Nationalpark
Chobe Nationalpark er Botswanas første nationalpark, og også den mest biologisk mangfoldige. Den ligger i den nordlige del af landet er den tredjestørste park i Botswanas  efter Central Kalahari vildtreservat og Gemsbok nationalpark.
Parken er kendt for at have en bestand af løver, der jager elefanter, hovedsageligt kalve eller unge.

## Historie
De oprindelige indbyggere i området var San-buskmændene (i Botswana også kendt som Basarwa-folket). De var nomadiske jæger-samlere, der konstant bevægede sig fra sted til sted for at finde fødekilder, nemlig frugt, vand og vilde dyr. I dag kan man finde San-malerier i klippebakkerne i parken.
I begyndelsen af det 20. århundrede blev området, der senere blev Botswana, opdelt i forskellige jordbesiddelsessystemer. På det tidspunkt blev en stor del af parkens område klassificeret som engelsk krongods. Ideen om en nationalpark, som skulle beskytte det varierede lokale dyreliv og fremme turismen, blev først foreslået i 1931. Året efter blev 24.000 km2   omkring Chobe-distriktet officielt erklæret et jagtfrit område, og det blev  to år senere udvidet til 31.600 km2.
I 1943 var der kraftige angreb af tsetsefluer i hele regionen, hvilket forsinkede oprettelsen af nationalparken. I 1953 fik projektet igen regeringens opmærksomhed: 21,000 km2   blev foreslået at blive et vildtreservat. Chobe Game Reserve blev officielt oprettet i 1960, dog mindre end først ønsket. I 1968 blev reservatet erklæret som nationalpark.
På det tidspunkt var der flere industribebyggelser i regionen, især ved Serondela, hvor tømmerindustrien bredte sig. Disse blev gradvist flyttet ud af parken, og  i 1975, var hele det fredede område fritaget for menneskelig aktivitet. Man kan stadig se spor fra den tidligere træindustri  i Serondela. Mindre udvidelser af parken fandt sted i 1980 og 1987. 

## Geografi og økosystemer
Parken kan opdeles i op til 4 områder, der hver har et særskilt økosystem:
- Serondela-området (eller Chobe-flodbredden), beliggende i den yderste nordøstlige del af parken, har som sine vigtigste geografiske træk frodige flodsletter og tidligere tætte skove af Afzelia quanzensis, Baikiaea plurijuga og andre hårde træsorter, men som nu er kraftigt reduceret af færdsel af elefanter. Chobe-floden, der løber langs den nordøstlige grænse af parken, er et vigtigt vandingssted, især i tørkesæsonen fra maj til oktober. Store ynglende flokke af afrikanske elefanter, familier af angolanske giraffer, sabelantiloper og afrikanske bøfler finder vand her. Flodsletterne er det eneste sted i Botswana, hvor pukuantilopen kan ses. Et stort antal sydlige karminbædere bliver set i sæsonen. Når der er  oversvømmelse, flokkes afrikanske skestorke, ibis, forskellige arter af storke, ænder og andre andefugle til området. Dette er sandsynligvis Chobes mest besøgte del, i høj grad på grund af dets nærhed til Victoria Falls i Zambia. Byen Kasane, der ligger lige nedstrøms, er den vigtigste by i regionen og fungerer som den nordlige indgang til parken.
- Savuti marskområdet 10,878 km2   stor, udgør den vestlige strækning af parken (50 km nord for Mababe-porten). Savuti Marsh er et levn fra en stor sø, hvis vandforsyning blev afskåret for længe siden af pladetektonikken. I dag får marsken vand fra  den uberegnelige Savuti-kanal, som tørrer ud i lange perioder, for derefter nysgerrigt at flyde igen som følge af tektonisk aktivitet i området. Den løb igen i 0'erne og nåede i januar 2010 Savuti marsken for første gang siden 1982. Som et resultat af den variable vandtilførsel er der hundredvis af døde træer langs kanalens bred. Regionen er også dækket af omfattende savanner og bølgende græsarealer, hvilket gør dyrelivet særligt dynamisk. I tørre årstider ses både sort og hvidt næsehorn, vortesvin, stor kudu, impala, zebra, oksegnuer og en flok elefanter. I regntiden er der et rigt fugleliv med 450 arter repræsenteret. Mere sjældent ses sydøstafrikanske geparder ses også. Denne region er kendt for sin årlige migration af zebraer og rovdyr.
- Linyanti Marsken, der ligger i det nordvestlige hjørne af parken og nord for Savuti, støder op til Linyanti-floden. Vest for dette område ligger Selinda-reservatet, og på den nordlige bred af Kwando-floden ligger Namibias Nkasa Rupara Nationalpark. Omkring disse to floder er flodskov, åbne skove samt laguner, og resten af regionen består hovedsageligt af flodsletter. Der er store koncentrationer af afrikansk leopard, hyænehund, hesteantilope, sabelantilope, flodheste og flokke af afrikanske elefanter. Den sjældnere letjevandbuk, sitatunga og en flok af nilkrokodiller forekommer også i området. Fuglemangfoldigheden er rig.
- Mellem Linyanti og Savuti Marshes ligger et varmt og tørt bagland, hovedsageligt besat af Nogatsaa græsskov. Denne sektion er kun lidt kendt og er et fantastisk sted at se elsdyrantilope.

- Hyænehund
- Stor kudu
- Afrikansk slangehalsfugl
- Zebraer og impalaer
- afrikansk bøffel
- afrikansk elefant
- To giraffer
- En hanløve
- Lillabrystet ellekrage